# Sýpky (Jaroměřice nad Rokytnou)

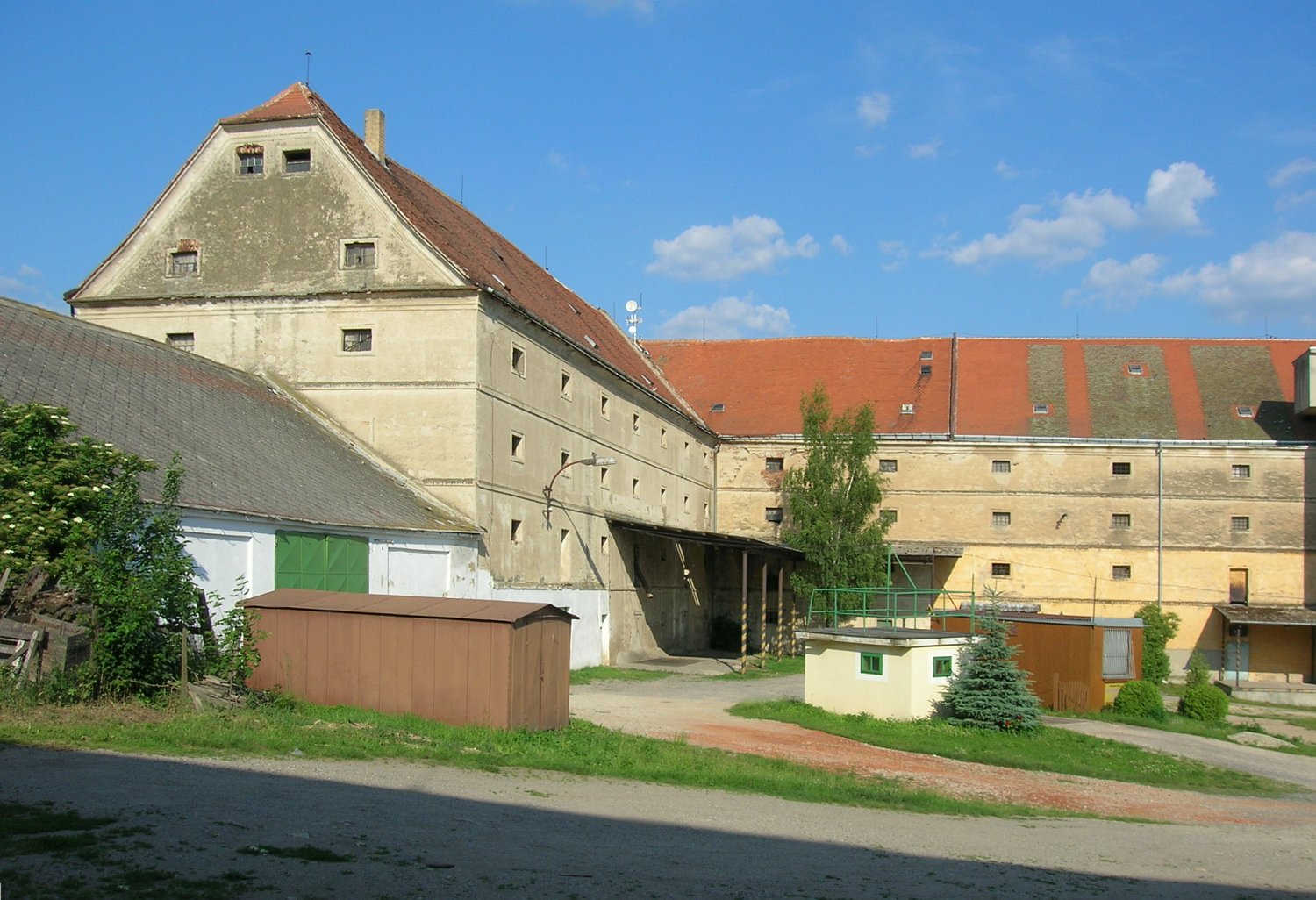
Západní a část východního křídla sýpky

Sýpky bývalé Ústřední vojenské zásobárny v Jaroměřicích nad Rokytnou jsou kulturní památkou z poloviny 17. století.

## Historie
Budovu sýpky nechal zbudovat první questenberský majitel Jaroměřic Gerhard Questenberk v roce 1642; byl to čas třicetileté války a ta její dokončení oddálila na rok 1648.
Sýpku tedy dobudovali až za vlády Gerhardova nástupce Jana Antonína, a to pouze její východní křídlo orientované od jihojihozápadu k severoseverovýchodu. Sýpka poté sloužila Ústřední vojenské zásobárně, vyráběl se v ní i střelný prach, a byla proto střežena vojenským oddílem.
Na rozdíl od jiných staveb přečkala sýpka staletí v podstatě nezměněné podobě. Její budovu najdeme i na lunetě zachycující Jaroměřice před jejich rozsáhlou barokní přestavbou započatou začátkem 18. století Janem Adamem Questenberkem.
I když byla stavba veliká, někdy ji přetěžovali, a tak došlo roku 1723 k jejímu poškození.
Jan Adam tedy nechal sýpku obnovit (došlo k vyztužení trámoví) a v pravém úhlu k dosavadní budově přikázal přistavět nové stejně vysoké křídlo.
V této stavbě, kterou projektoval Tobiáš Gravani, našel byt i panský obročí.
Sýpky se později staly skladištěm Hospodářského družstva. Jako kulturní památka byly klasifikovány v roce 1958.

## Objekt
Přízemí budovy má klenutou klenbu posazenou na statných pilířích. Poschodí drží silné dubové sloupy s vyřezanou patkou a hlavicí.
Za trámoví posloužilo dubové a jedlové dřevo. Toto technické provedení bylo jedním z důvodů, proč byl objektu přiznán status kulturní památky.
Kamenné jsou zárubně dveří, oken a klenutí; na zárubeň v průjezdu stavebníci vytesali letopočet s iniciály Gerharda Questenberka.

Sýpky
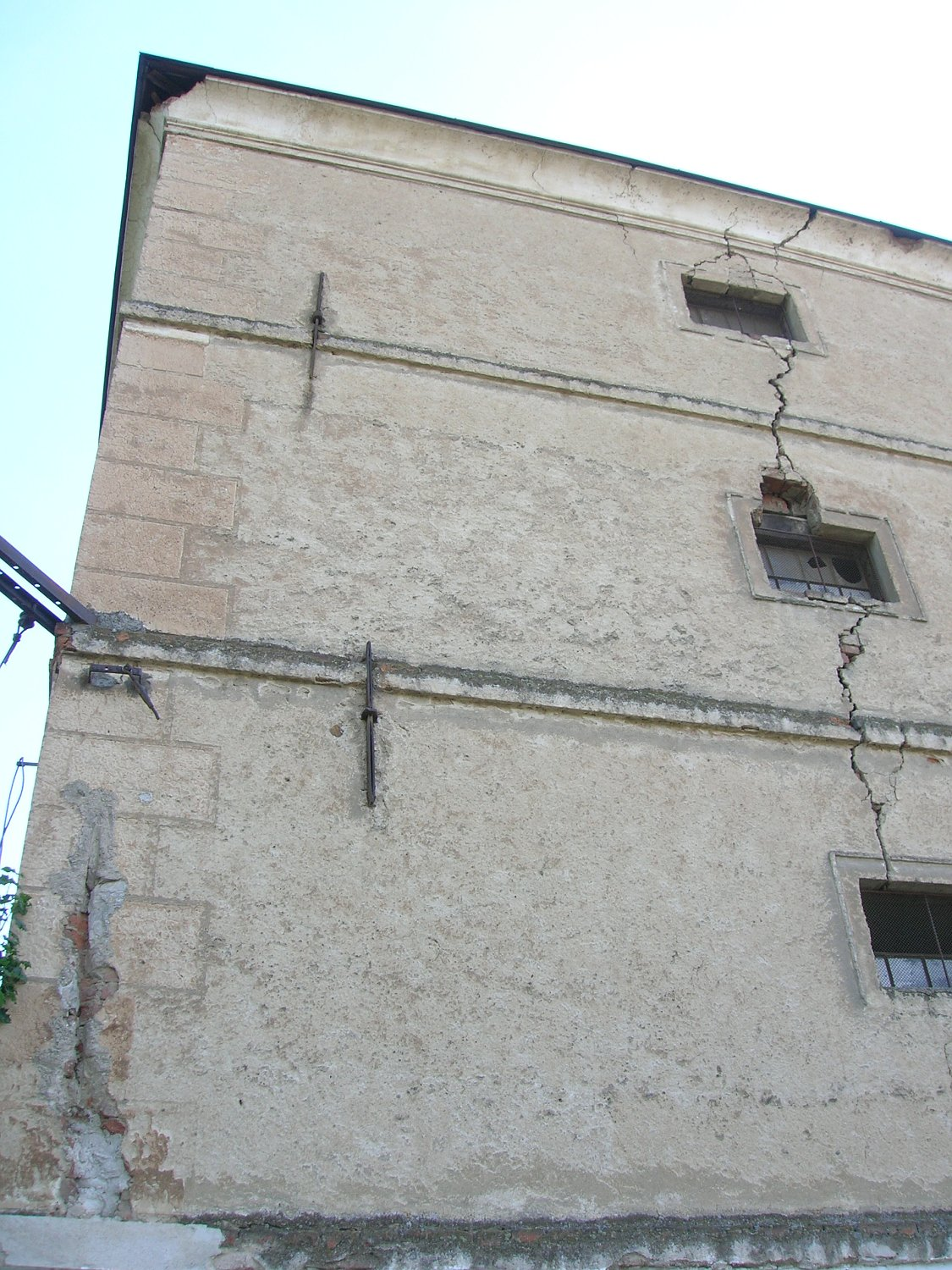
Detail severní zdi dokládající technický stav
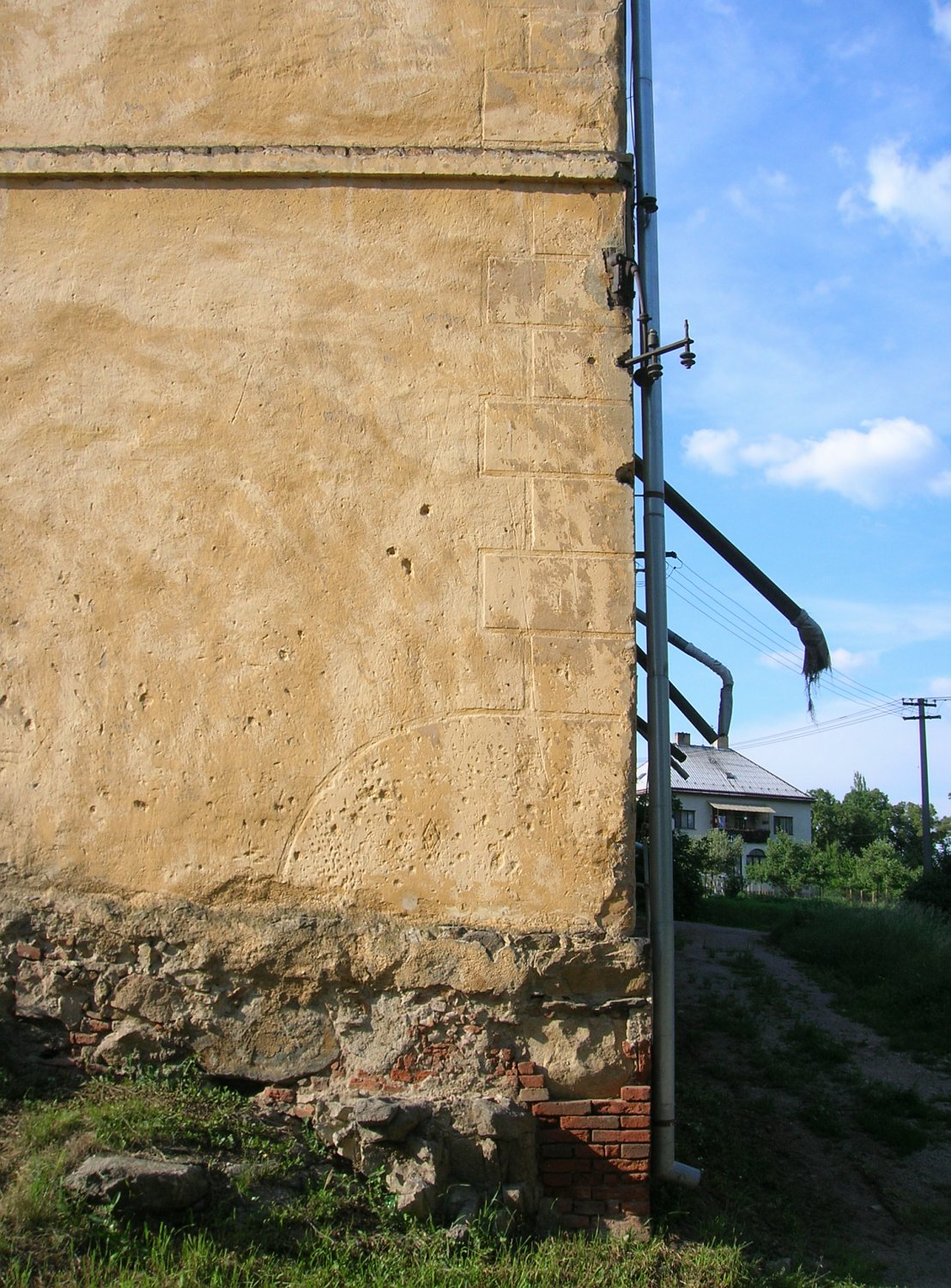
Detail z jižní zdi a výsypníky na zdi východní